# Liste des gouverneurs de la préfecture d'Aomori
Liste des gouverneurs de la préfecture d'Aomori  :

## Gouverneurs élus (depuis 1947)
| Nom                | Investiture     | Fin du mandat   | Nombre de mandat(s) | Parti                                      |
| ------------------ | --------------- | --------------- | ------------------- | ------------------------------------------ |
| Bunji Tsushima     | 12 avril 1947   | 20 juillet 1956 | 3                   | Parti démocrate (1947-1950) Sans étiquette |
| Iwao Yamazaki      | 20 juillet 1956 | 2 mars 1963     | 2                   | Sans étiquette PLD                         |
| Shunkichi Takeuchi | 2 mars 1963     | 26 février 1979 | 4                   | PLD                                        |
| Masaya Kitamura    | 26 février 1979 | 26 février 1995 | 4                   | PLD                                        |
| Morio Kimura       | 26 février 1995 | 29 juin 2003    | 3                   | Sans étiquette                             |
| Shingo Mimura      | 29 juin 2003    | —               | 3 (en cours)        | Sans étiquette                             |